# 와우산
와우산(臥牛山)은 대한민국 서울특별시 마포구 서강동 뒷산으로 서교동까지 걸쳐 있는 산이다. 산 모양이 소가 누운 것처럼 생겼다고 한 데서 유래된 이름이다. 몰미산이라고도 한다. 홍익대학교 뒷쪽에 위치하여 있으며, 약수터와 근린공원이 들어서있는 야트막한 산이다.

## 위치
와우산자락의 와우산길은 이 길이 와우산 기슭을 지나는 데서 유래되었다. 와우산길은 마포구 동교동 183-1번지(양화로)에서 홍익대학교를 거쳐 상수동 349-18번지(대건로)에 이르는 폭 25m, 길이 1,830m의 4차선 도로이다. 이 길은 1984년 11월 7일 서울특별시공고 제673호에 의해 처음 이름 붙여졌다. 이때 와우산길은 창전동 183-1번지에서 상수동 3-37번지에 이르는 1,450m 구간이었다. 그 후 강변도로 방향으로 종점이 380m 연장되었다.

## 전해오는 이야기
서울의 중서부 한강연안에 위치하여 안산에서 갈라진 와우산 구릉산맥과 노고산 구릉산맥, 용산 구릉산맥이 한강으로 뻗어 세 산맥연안에 호수처럼 발달한 서호, 마포, 용호가 있었는데, 이 세 호를 삼개(三浦·3개의 포구)라고 불렀고, 삼개중 지금의 마포를 마포강, 마포항 등으로 불러, 여기서 지명이 유래되었다.
또한 옛날 이곳에는 굴레방다리가 있었는데 서대문구 북아현동 163번지 남쪽 사거리에 있던 다리이다. 풍수지리설에 의하면 큰 소가 길마는 무악에 벗어 놓고, 굴레는 이곳에 벗어 놓고, 서강을 향하여 내려가다가 와우산에 가서 누웠다고 하여 붙은 이름이라고 한다. 한자명으로 늑교(勒橋)라고 하였다. 하천이 복개되면서 없어졌다. 그리고 서강대교쪽으로 통바우라는 바위가 있었는데 마포구 하수동 152번지 부근 강가에 있는 바위로, 와우산을 소에 비유하면 이 바위는 죽통이 된다고 하여 붙여진 이름이다.
잔다리길은 서울시 마포구 서교동 363-2번지의 와우산길에서 마포구 성산동 242-1번지의 망원동길에 이르는 길이 1,350m, 너비 20m의 보조간선급 도로이다. 잔다리길의 이름은 이 길이 지나는 서교동 일대의 옛 이름이 잔다리(세교동)인 것에서 비롯되었다. 1993년 7월 23일에 처음으로 이름 붙여졌다.
한편 애고개 혹은 아현은 서소문(西小門) 밖에 있었는데, 사람이 죽으면 서소문을 통해 시신을 성 밖에 버렸으므로 서소문을 시구문(屍口門) 또는 수구문(水口門)이라고도 하였다. 매장지로는 만리재, 애고개, 와우산 등이 이용되었는데, 애고개는 특히 아이들 시체를 많이 묻었기 때문에 붙여진 이름이다. 아이들 무덤이 많아서 이들의 넋을 위로하기 위해 만들어진 것이 애오개탈춤놀이다.

## 와우아파트 사건
와우산 자락에 아파트가 건설되었는데 1970년 4월 8일 새벽 6시 30분. 서울 시민들에게 엄청난 충격을 주는 뉴스가 방송에서 흘러 나왔다. 서울시가 마포구 창전동에 야심차게 추진했던 지상 5층, 15개동 규모의 와우아파트 한 동이 푹석 주저 앉았다는 소식이다. 이는 준공된 지 석달 만에 일어난 사고였다. 건물은 무너지면서 가파른 경사 밑에 지었던 판잣집을 덮쳤다. 아파트에서 잠을 자던 주민 가운데 33명이 사망했고 38명이 다쳤다. 아파트 아래 판잣집에서 잠을 자던 1명도 세상을 떴다. 판잣집 주민 2명은 부상을 입었다.

## 같이 보기
- 마포역